# Медовий місяць Зеппелін
Медовий місяць Зеппелін (англ. Honeymoon Zeppelin) — кінокомедія, режисера Мака Сеннета 1930 року, з Ніком Стюартом, Марджорі Бібі і Дафною Поллард в головній ролі.

## У ролях
- Нік Стюарт — Джиммі Дойл
- Марджорі Бібі — Мардж
- Дафна Поллард — тітка Агнес
- Едвард Ерл — Джордж
- Ніна Квартеро — Ніна Мендоза
- Вейд Ботелер — капітан Зеппелін
- Лью Келлі — дворецький Віггінс
- Вернон Дент — метрдотель
- Том Демпсі — водій таксі